# Demonte Harper
Demonte Tyrone Harper (Nashville, 21 giugno 1989) è un cestista statunitense, di ruolo guardia.

## Carriera
Demonte Harper è cresciuto cestisticamente alla Nashville Whites Creek High School. Successivamente inizia la carriera collegiale alla Morehead State University nella stagione 2007-08. Nelle stagioni in NCAA tra il 2007 e il 2011 ha vinto vari premi: nel 2009 è stato inserito nel OVC All-Tournament Team, mentre nel 2011 è stato inserito nell'All-OVC First Team, OVC Tournamenti MVP, OVC All-Tournament Team e sempre nello stesso anno, è stato invitato a giocare nella NCAA Portsmouth Invitational Tournament.
Nelle quattro stagioni nell'Ohio Valley Conference, ha giocato in totale 436 partite mettendo a referto 1.436 punti, piazzandosi al 13º posto tra i giocatori più prolifici di tutti i tempi della Morehead State University.
Le sue statistiche sono sempre migliorate: 3,7 punti di media a partita, 2,2 rimbalzi e 1,6 assist nel 2007-08, 10,6 punti, 4,1 rimbalzi e 3,4 assist nel 2008-09, 11,9 punti, 2,9 rimbalzi e 3,2 assist nel 2009-10 e 15,5 punti, 5,0 rimbalzi e 3,4 assist nel 2010-2011. Terminata l'ultima stagione nella NCAA è stato nominato tra i migliori giocatori dalla Lou Henson All-America Team e dalla National Association of Basketball Coaches All-District 19 Team.
Nel draft 2011 non viene selezionato, diventando così un unrestricted free agent. Nel 2011-2012 inizia la sua carriera da professionista firmando in Croazia per il Cibona Zagabria. Chiude la sua prima stagione Europea con 21 partite giocate e una media a partita di 8,6 punti, 3,7 rimbalzi e 1,9 in assist in ABA Liga mentre in Eurocup, sempre con il club croato, chiude con la media di 3,4 punti, 1,2 assist e 0,6 assist in 5 gare. Nella stessa estate fa parte del roster dei Denver Nuggets che parteciperà alla NBA Summer League. A Las Vegas gioca 4 gare e mette a referto 18 punti, 7 rimbalzi e 7 assist in 48 minuti totali sul parquet. Terminata la Summer League viene invitato dai Portland Trail Blazers a partecipare al training camp. Harper convince e firma con la franchigia dell'Oregon. Con i Trail Blazers gioca però solo 3 gare di preseason per poi essere tagliato fuori con solo 2 punti e 1 rimbalzo in quasi 4 minuti totali giocati.
Nella stagione 2012-2013 ritorna negli Stati Uniti, firmando per gli Erie BayHawks in NBA D-League. Con la squadra affiliata ai New York Knicks raggiunge la terza posizione nella Eastern Division collezionando 28 vittorie e 22 sconfitte e raggiungendo così i play-off, perdendo tuttavia al 1º turno contro gli Austin Toros. Nel campionato professionistico di sviluppo del NBA, Harper termina la stagione con la media di 9 punti, 2,5 rimbalzi e 2,1 assist in 50 gare.
Nella stagione 2013-2014 firma in Bielorussia con il Cmoki Minsk, dove gioca anche in EuroChallenge. In Vyššaja Liga Harper conclude la stagione con la media di 11,6 punti a partita, 4,8 rimbalzi e 2,9 assist in 44 gare che permettono alla squadra azzurra di vincere il campionato e la coppa nazionale. Nella stessa estate viene riselezionato dai Denver Nuggets per giocare la NBA Summer League a Las Vegas, chiudendo con 3,7 punti di media, 2,7 rimbalzi e 0,5 assist in 4 gare (13,8 minuti di media).
Il 25 agosto 2014 accetta nuovamente l'offerta, dopo il caso Orlando Johnson e il taglio di Jeremy Richardson, dell'Enel Basket Brindisi, rinunciando a contratti in Francia e Belgio. Diventa così il sostituto di Richardson e il sesto uomo della squadra la quale raggiunge poi i quarti di finale sia nei play-off scudetto che in EuroChallenge.
Dopo l'annata pugliese, Harper trascorre la stagione 2015-2016 in Polonia allo Czarni Słupsk con cui viaggia a 13,6 punti di media. L'anno seguente si divide tra gli estoni del Kalev/Cramo, con cui gioca fino a febbraio mettendo a segno 12,4 punti di media in campionato e 16,1 in VTB United League, e i russi dello Zenit San Pietroburgo, con cui scende in campo da marzo sia in campionato che nella stessa VTB United League. La formazione biancazzurra russa lo conferma anche per la stagione 2017-2018.
Harper inizia la stagione 2018-2019 in Turchia al Tofaş Bursa, con cui gioca 15 match tra campionato turco ed Eurocup registrando 8 punti, 2,4 rimbalzi e 2,4 assist di media nelle due competizioni. A dicembre il giocatore lascia il club, per poi, poche settimane più tardi, il 25 gennaio 2019, essere annunciato dalla Scandone Avellino fino al termine della stagione. Il suo rendimento con gli irpini è pari a 11,9 punti, 3,4 rimbalzi e 3,5 assist in 13 gare di Serie A. Nel 2019-2020 segna 13,2 punti a partita in Spagna al Gran Canaria, mentre nel 2020-2021 realizza 15,7 punti con i francesi del Limoges CSP.
Il 3 luglio 2022 fa ritorno, per la terza volta, nel campionato italiano, firmando questa volta per il Derthona Basket. Il club di Tortona si fa strada fino a chiudere la regular season al terzo posto e fino ad arrivare alle semifinali scudetto, perse contro la Virtus Bologna. Harper chiude la regular season con 8,5 punti di media e le 6 partite dei play-off con 10,0 punti di media. Nell'agosto 2023 si unisce agli israeliani dell'Ironi Nes Ziona, ma a seguito dell'attacco di Hamas a Israele ha lasciato il paese per approdare, nel novembre 2023, in Francia all'Élan Chalon.
Dal luglio 2024 è un giocatore della Pallacanestro Forlì 2.015, società impegnata nella Serie A2 2024-2025. Nonostante una prova da 38 punti nel derby perso a Rimini, ha iniziato la stagione con alcune prove deludenti tanto da far ipotizzare un possibile taglio, anche in considerazione della presenza di tre giocatori stranieri in rosa a fronte dei due consentiti a referto. La scelta della società di procedere con un taglio è infine ricaduta su Shawn Dawson, che ha rescisso il contratto nel febbraio 2025, mentre Harper ha concluso la stagione mostrando segnali di ripresa.

## Statistiche

### College
| Anno      | Squadra    | PG  | PT  | MP   | TC%  | 3P%  | TL%  | RP  | AP  | PRP | SP  | PP   |
| --------- | ---------- | --- | --- | ---- | ---- | ---- | ---- | --- | --- | --- | --- | ---- |
| 2007-2008 | MSU Eagles | 30  | 2   | 19,2 | 35,9 | 35,1 | 60,0 | 2,2 | 1,6 | 0,7 | 0,1 | 3,7  |
| 2008-2009 | MSU Eagles | 36  | 35  | 32,5 | 37,5 | 33,6 | 76,7 | 4,1 | 3,4 | 1,2 | 0,7 | 10,6 |
| 2009-2010 | MSU Eagles | 34  | 30  | 29,9 | 41,9 | 36,3 | 71,9 | 2,9 | 3,2 | 1,4 | 0,2 | 11,9 |
| 2010-2011 | MSU Eagles | 35  | 35  | 33,7 | 43,1 | 37,3 | 66,9 | 5,0 | 3,4 | 1,5 | 0,3 | 15,5 |
| Carriera  | Carriera   | 135 | 102 | 29,2 | 40,6 | 35,8 | 70,4 | 3,6 | 3,0 | 1,2 | 0,3 | 10,6 |

## Palmarès
- Campionati bielorussi: 1

Cmoki Minsk: 2014
- Coppa di Bielorussia: 1

Cmoki Minsk: 2014
- Coppa di Estonia: 1

BC Kalev: 2016